# Mimmo Dabbrescia
Mimmo Dabbrescia, all'anagrafe Domenico Dabbrescia (Barletta, 8 gennaio 1938), è un fotoreporter e fotografo italiano.

## Biografia
Dopo aver trascorso l'infanzia a Barletta, città natale, nel 1953, all'età di 15 anni, si trasferisce con la famiglia a Milano. Inizia quasi subito a lavorare come apprendista fotografo, collaborando anche con l'agenzia News Blitz dove conosce Grazia Neri. Nel 1957, inizia la sua collaborazione con la Rotofoto di Fedele Toscani, padre di Oliviero Toscani che in quegli anni aveva in appalto gran parte dei servizi fotografici del Corriere della Sera.
Nel 1961 al Corriere della Sera decidono di avere una sezione fotografica interna e quindi Dabbrescia, voluto da Alfredo Pigna e da Dino Buzzati, diviene ufficialmente un fotoreporter del giornale. È il più giovane fotoreporter del giornale quotidiano. Per alcuni anni le sue fotografie accompagnano gli articoli pubblicati sul quotidiano, ma anche su La Domenica del Corriere e su Amica. Nel 1963 lascia il Corriere della Sera e fonda l'Agenzia fotogiornalistica Dabbrescia.
Durante gli anni Sessanta lavora con le maggiori case discografiche italiane (CBS, CGD, Ricordi) e fotografa cantanti, musicisti e band dai Beatles a Joe Cocker, da Clint Eastwood a Liz Taylor e Richard Burton, ma anche Eugenio Montale, Dino Buzzati, Riccardo Bacchelli, Federico Fellini, Claudia Cardinale, Marcello Mastroianni, Gilbert Bécaud, Mina, Lucio Battisti, Adriano Celentano, Fabrizio De André e anche un giovanissimo Lucio Dalla, soltanto per citarne alcuni. Nei primi anni 70 pubblica diversi libri fotografici sui maggiori artisti contemporanei: Salvador Dalì, Julian Schnabel, Renato Guttuso, Giorgio De Chirico, Enrico Baj, Zoran Music, Hans Hartung, Giuseppe Migneco, Gianni Dova, Aligi Sassu, e più tardi anche Francis Bacon e Michelangelo Pistoletto. Il primo volume è Visti Così, che viene premiato dalla Provincia di Milano, seguito da Obiettivo sull'arte e da Uomini e arte.
A metà degli anni 70 fonda con Bruna Coradini la casa editrice Edizioni Brixia e la rivista Prospettive d'arte, specializzata in arte, cultura e fotografia, che dirigerà per quasi 20 anni. Negli anni 80 e 90 continua l'attività editoriale, realizzando tirature limitate di grafica d’autore, multipli d’arte e libri per bibliofili, corredati da litografie e acqueforti. Da quel momento il passo è breve per decidere di occuparsi anche di dipinti, organizzare mostre e, infine, aprire una galleria d'arte. In questi anni è sua l'dea di intraprendere un viaggio con Salvatore Fiume in Polinesia sulle orme di Gauguin che porta alla pubblicazione del volume Omaggio alla Polinesia.
Nel 2009, nel decennale della scomparsa di Fabrizio De Andrè, è stata inaugurata una mostra personale di Dabbrescia con il patrocinio della Fondazione Fabrizio De André Onlus che, per la ricorrenza, ha selezionato 25 scatti realizzati al cantautore genovese fra il 1969 e il 1974. Negli ultimi anni ha realizzato reportages in Thailandia, Brasile, Cina, Cuba, Messico, Marocco, Tunisia, Spagna, Egitto, Kenya, India, Vietnam, Cambogia, Usa e Russia.

## Opere

### Libri
- M. Dabbrescia, Visti così, Ed. Il Quadrato, Milano 1973;
- M. Dabbrescia, Obbiettivo sull’arte, Ed. Brixia, Milano 1975;
- M. Dabbrescia, Uomini e arte, Ed. Brixia, Milano 1977;
- G. Amendola, F. De Bartolomeis (a cura di), Ernesto Treccani per immagini, Ed. Brixia, Milano 1979;
- M. Ganci, B. Li Calsi (a cura di), Saverio Terruso e il Cristo di Monreale, Ed. Brixia, Milano 1981;
- R. De Grada (a cura di), Franco Ferlenga – Rapporto Uomo, Ed. Brixia, Milano 1984;
- R. De Grada, Michele Cascella inedito, Ed. Brixia, Milano 1985;
- U. Ronfani (a cura di), Orfeo Tamburi per immagini e opere, Ed. Brixia, Milano 1985;
- U. Ronfani, Murer delle montagne, Prospettive d’arte, Milano 1986;
- A.A.V.V., Fiume. Omaggio alla Polinesia, Prospettive d’arte, Milano 1992;
- A.A.V.V., Saverio Terruso – I colori del sole, Prospettive d’arte, Milano/Ed. San Paolo, Cinisello Balsamo (MI) 1999;
- P. Dabbrescia (a cura di), Ernesto Treccani – Con il sole, senza sole, Prospettive d’arte, Milano 2000;

### Collaborazioni
- S. Fiume, V. Lena, Architetture di Salvatore Fiume: alberghi nelle statue, Wichtig Editore, Milano 1978;
- F. Passoni (a cura di), Simboli culturali nei dipinti di Tamburello, Edizioni Brixia, Milano 1978;
- R. Crovi, A. Paglione (a cura di), Armando De Stefano: "Il Profeta"; 1978-1980, Edizioni Trentadue, Milano 1981;
- B. Coradini (a cura di), Attilio Alfieri. Una pagina di storia della Milano industriale, Prospettive d'arte, Milano 1988;
- S. Fiume, Le sculture, Leonardo Arte, Milano 1994;
- P. Dabbrescia (a cura di), Mario Bionda al Castello di Montesegale, Prospettive d'arte, Milano 1997;
- G. Harari (a cura di), Fabrizio De André. Una goccia di splendore. Un’autobiografia per parole e immagini, Rizzoli, Milano 2007;
- Guido Harari, Vittorio Bo, Studio Azzurro (a cura di), Fabrizio de Andrè - La mostra, Milano, Silvana Editoriale, 2008, ISBN 9788836612635.
- F. Sardella (a cura di), Pao. Mondotondo, Skira, Milano 2010[12];
- Centro Giovanile Stoà (a cura di), Dabbrescia secondo Mimmo, Centro Giovanile Stoà, Busto Arsizio 2013;
- G. Harari (a cura di), Pier Paolo Pasolini. Bestemmia, Chiarelettere editore, Milano 2015;
- P. Dabbrescia, F. Sardella (a cura di), Mario Bionda. Dipinti e disegni, Fondazione E. Guglielminetti, Asti 2015;
- D. Ferretti (a cura di), La bottega Cadorin. Una dinastia di artisti veneziani, Antiga edizioni, Venezia 2016, pagg. 23, 57, 247, 283;

### Interviste e articoli
- F. Di Giorgio, Mimmo Dabbrescia. Ritratto d'artista, in: "espoarte.net", (http://www.espoarte.net/fotografia/mimmo-dabbrescia-ritratto-dartista-prospettive-darte-milano/)
- E. Costantini, Intuire e anticipare, in: “Foto Cult”, n. 92, anno IX, settembre 2012, pagg. 56-61;
- F. Di Giorgio, Mimmo Dabbrescia... “Seduto in mezzo ai nostri arrivederci”, in: “Espoarte”, n. 77, anno XIII, vol. 3 2012, pag. 128;
- P. Berra, I miei volti del '900. Marketing e cultura, in: "La Provincia di Como", 1 febbraio 2015, pag. 7;
- AA. VV., L’arte di rinnovarsi, in: “Speciale Il Fotografo - I grandi maestri - Bianco & Nero”, n. 2, 2017, pagg. 56-59;